# Bảo tàng Những thông điệp ngắn từ trái tim
一筆啓上 日本一短い手紙の館(Ippikii Nihonichijijiikai Megionataita) là một thư viện lưu giữ những lá thư ngắn nhất của Nhật Bản tại Maruioka- cho, thành phố Sakai, tỉnh Fukui.

## Tổng quan
Bức thư bắt đầu bằng "Khai sáng một nét", được biết đến như một ví dụ của bức thư,  còn được gọi là "onisakusa", gửi cho một người vợ từ chiến trường.Vì "Osen" trong câu này là chủ sở hữu đầu tiên của người sáng lập Echizen Maruoka Sakai, nên nó đã được đề xuất cho "Mẹ" vào năm 1993 (Heisei 5) Chúng tôi bắt đầu một cuộc gọi mở cho "Khai sáng một nét" như một lá thư.Những tác phẩm được lựa chọn này chỉ có thể được nhìn thấy trong các cuốn sách được xuất bản cho đến nay, nhưng chính bảo tàng này đã được tạo ra để triển lãm vĩnh viễn.
Khai trương vào ngày 23 tháng 8 năm 2015 (Heisei 27) và có cấu trúc hai tầng (một số ba tầng).Ngày mở cửa là 23 ngày sau khi từ "Fumi" được thêm vào. Các tác phẩm chiến thắng trong quá khứ được trưng bày ở tầng trệt. Tác phẩm được giới thiệu bởi hình ảnh hiển thị như một thác nước. Giải thưởng Khai sáng một lá thư ngắn của Nhật Bản, nhận được nhiều tác phẩm mỗi năm, bắt đầu với mô típ bức thư được viết bởi Honda Tsukasa Satoshi. Ngày nay khi các mối quan hệ của con người được cho là không còn sâu sắc nữa thì "Giải thưởng khai sáng một nét", bắt đầu phục hồi văn hóa thư của Nhật Bản,  những cảm xúc trong một câu ngắn chỉ vỏn vẹn 40 chữ  làm lay động tâm trí của nhiều người. Và suy nghĩ của nhiều người trong 20 năm qua đã được tập hợp lại và "Bảo tàng những lá thư ngắn nhất của Nhật Bản một lần khai sáng" đã ra đời.
Giải thưởng Khai sáng một lần chính là thông điệp của Tập đoàn Sumitomo về những điều quan trọng từ người đến người, bởi vì thành phố Sakai Maruokacho là nơi sinh của Sumitomo Masato đầu tiên của gia đình Sumitomo, và mối quan hệ này rất sâu sắc. Đã tài trợ cuộc thi này từ năm 1994 (Heisei 6).

## Lịch sử
- Năm 1993 (Heisei đời 5) -Mở cuộc gọi cho các ứng dụng cho "Giải thưởng Khai sáng một lần" (ứng dụng đầu tiên cho 32.236).
- 1994 (Heisei 1994) - Thành lập Cơ quan Xúc tiến Văn hóa Thị trấn Maruoka được thành lập [2].
- Ngày 1 tháng 4 năm 2013- Đổi tên thành Quỹ Văn hóa Maruoka [2].
- Tháng 9 năm 2013 (Tháng 9 năm 2013) - Đã ban hành chính sách xây dựng khu vực phòng khám cũ của lâu đài Maruoka về phía tây về công trường, nhưng không thể có được sự đồng ý của địa phương từ việc đánh vào Uchibori cũ, v.v., văn hóa Maruoka ở phía bắc của lâu đài Maruoka Thay đổi thành trang Foundation [3] [注 1] [注 2].
- Năm 2014 (năm 2014) 06 tháng sáu - cho Maruoka Maruoka Castle bức tường đá của Ninomaru từ khuôn viên của Tổ chức Văn hóa đã được khai quật, thư viện Maruoka thay đổi địa điểm xây dựng ở phía bắc của bãi đậu xe (lần thứ hai của sự thay đổi) [3].
- Ngày 23 tháng 8 năm 2015-Khai trương.

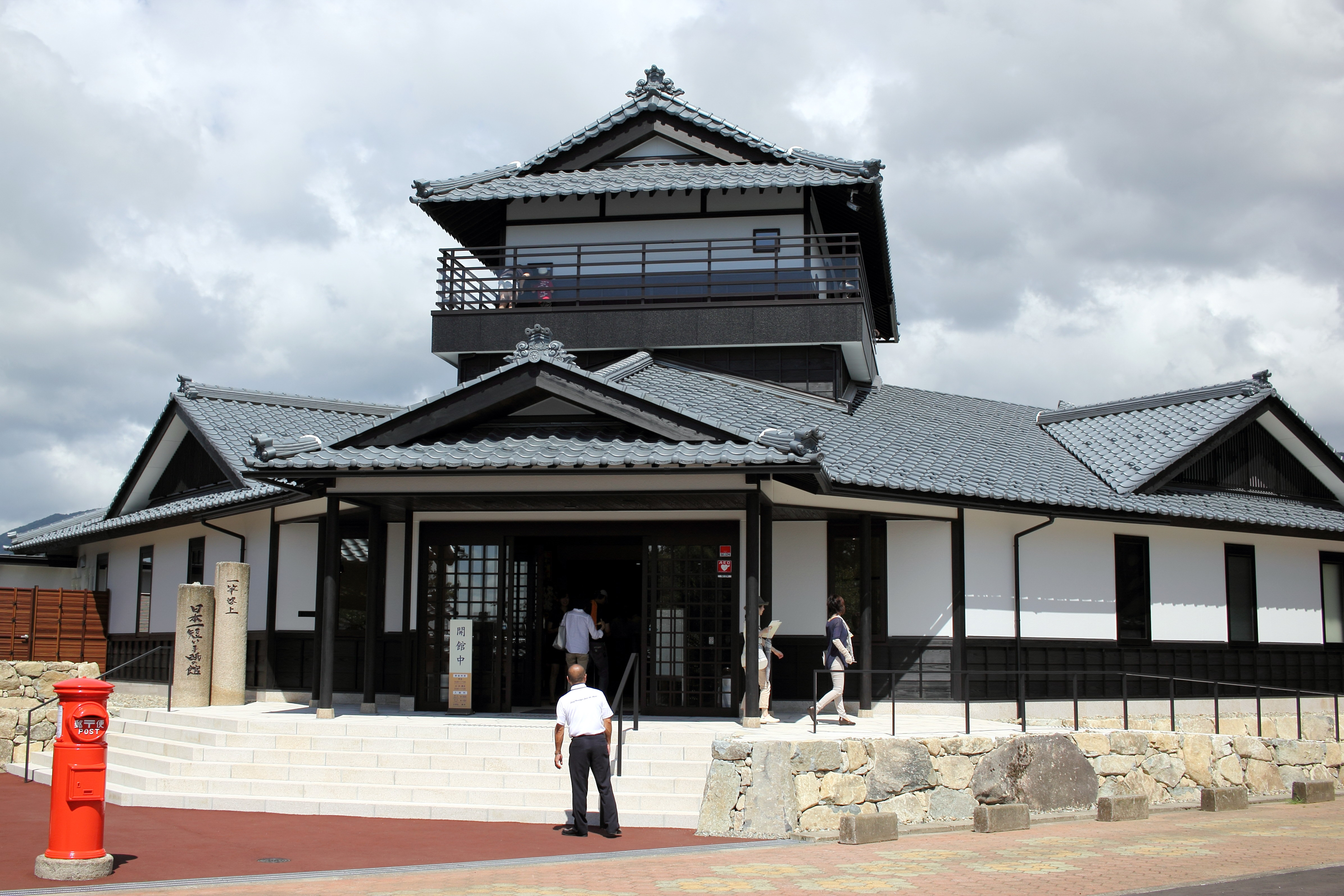
Ngày khai mạc bang Fumino
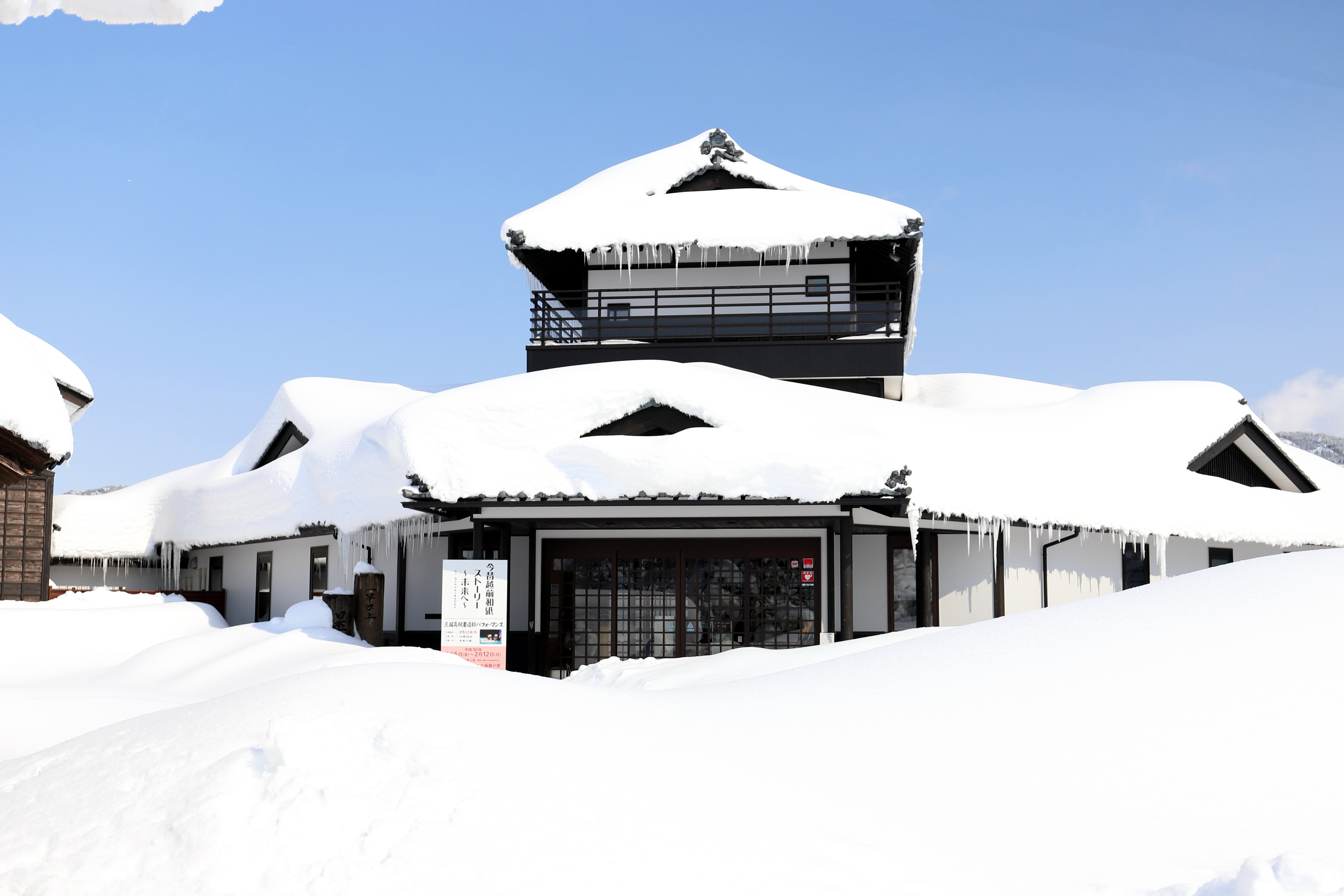
Tình trạng tuyết rơi dày vào ngày 8 tháng 2 năm 2018

## Mỗi lần chủ đề và đánh giá

## Giờ mở cửa
- Hai tầng bằng gỗ [5]
- Tổng diện tích sàn 700 mét vuông
- Phòng triển lãm thường trực.... Bạn có thể thấy các tác phẩm giành giải thưởng cho đến nay cùng với lịch sử của Giải thưởng Khai sáng một nét.[6]
- Kế hoạch phòng triển lãm...... Một mảnh hợp tác của bức tranh của hội đồng kamaboko ở thành phố Saiyo, tỉnh Ehime và lá thư ngắn nhất của Nhật Bản được hiển thị.[6]
- Phòng triển lãm lâu đài cổ... Nó gần giống với tầng ba của tòa lâu đài Maruoka và bạn có thể xem video về thành phố Sakai.[6]
- Vườn Fumino.... Cafe [6]

## Khu vực xung quanh
- 9: 00-17: 00 (đến 16:30)
- 40 phút từ ga JR Fukui trên xe buýt Keifuku "Maruoka Line", 8 phút đi bộ từ trạm xe buýt "Maruoka Castle"
- 20 phút từ ga JR Fukuhara Onsen bằng xe buýt Keifuku "Eippei-ji, Tojinbo Line", 10 phút đi bộ từ trạm xe buýt "Jo Castle Entry"
- 5 phút từ giao lộ Hokuriku đường cao tốc Maruoka

## Mục liên quan
1. ↑  旧丸岡町時代に出された長期ビジョンの中で、消滅してしまっている内堀・外堀を再び掘り直すことをはじめとする城郭としての丸岡城復元の方針が示されていた[4]。
2. ↑  出典[4] の「２．坂井市 丸岡城 について」にある丸岡城天守閣の復元模型や地図で5角形の内堀の配置が見られる

1. ↑  "一筆啓上賞 日本一短い手紙コンクール特別後援". 住友グループ広報委員会. Truy cập ngày 28 tháng 7 năm 2019.
2. 1 2  "財団概要（法人格移行のお知らせ）". 公益財団法人 丸岡文化財団. Truy cập ngày 23 tháng 8 năm 2015.
3. 1 2  福井新聞 2014年6月7日
4. 1 2  渡邊照秀 (ngày 1 tháng 4 năm 2015). "歴史的建造物を活かした地域づくりについて" (PDF). 一般財団法人 地域活性化センター. Bản gốc (PDF) lưu trữ ngày 4 tháng 3 năm 2016. Truy cập ngày 29 tháng 8 năm 2015.
5. ↑  "一筆啓上日本一短い手紙の館開館　坂井市丸岡町、手紙文化を発信". 福井新聞. ngày 24 tháng 8 năm 2015. Lưu trữ bản gốc ngày 29 tháng 8 năm 2015. Truy cập ngày 29 tháng 8 năm 2015.
6. 1 2 3 4  "一筆啓上日本一短い手紙". 一筆啓上日本一短い手紙. Truy cập ngày 17 tháng 7 năm 2019.